# Centipeda cunninghamii
Centipeda cunninghamii, conocida en inglés como Old man weed, es una planta perteneciente a la familia de las asteráceas.  Es una planta conocida por los indígenas australianos por sus propiedades medicinales. Crece a lo largo del río Murray o en  cualquier lugar donde haya agua, especialmente en zonas bajas o pantanosas.  Se puede identificar por la forma de hoja única y su aroma penetrante semejante al del pino y la menta. 

## Usos en la medicina popular
Se usan comúnmente para tratar la pérdida del cabello y las irritaciones de la piel, pero la creencia tradicional sostiene que es bueno para el tratamiento de "cualquier cosa".  Los métodos de uso tradicionales  implica la unión de las hojas de la planta directamente de la frente o en otras partes del cuerpo, de modo que el calor del cuerpo pueda liberar los aceites vegetales que luego son absorbidos por la piel. También puede tomarse por vía oral, a veces mezclado con grasa de emu o hirviéndola en agua para hacer un té.  En importante regular cuidadosamente la dosis, ya que la planta puede ser tóxica si se toma en grandes cantidades.
Recientemente, el extracto de la planta ha sido patentado y se afirma que es eficaz en el tratamiento de varias anomalías de la piel incluyendo el alivio de la picazón y sequedad de la piel por la psoriasis, así como  protectoras solares antialérgica, y las propiedades de la renovación celular. 

## Taxonomía
Centipeda cunninghamii fue descrito por (DC.) A.Braun & Asch. y publicado en Index Seminum in Horto Botanico Berolinensis Anno 1867 1867 App. 6.
Sinonimia
- Cotula cunninghamii F.Muell.
- Myriogyne cunninghamii DC.	[2]